# Fenyőfő
Fenyőfő (vyslovováno [feňéfé], německy Fichtenhöh) je malá vesnička v Maďarsku v župě Győr-Moson-Sopron, spadající pod okres Pannonhalma. Nachází se asi 23 km jihozápadně od Pannonhalmy. V roce 2015 zde žilo 109 obyvatel. Dle údajů z roku 2011 tvoří 98,1 % obyvatelstva Maďaři a 0,9 % Němci.
Jedinou sousední vesnicí je Bakonyszentlászló.